# 4 Brygada Kawalerii Narodowej
4 Brygada Kawalerii Narodowej – brygada jazdy koronnej Rzeczypospolitej Obojga Narodów.

 Inna nazwa:2 Małopolska Brygada Kawalerii Narodowej

## Formowanie i zmiany organizacyjne
Brygada została utworzona 30 listopada 1789 roku.  W październiku 1789 roku rozpoczęto reorganizację brygad kawalerii. Z dwóch chorągwi II Ukraińskiej Brygady Kawalerii Narodowej i dziesięciu chorągwi Półbrygady Małopolskiej utworzono 2 Małopolską Brygadę Kawalerii Narodowej Jana E. Potockiego, a jej chorągwiom nadano numery od 37 do 48. Przez cały czas formalnie należała do Dywizji Małopolskiej. Poszczególne chorągwie były rozbudowywane i translokowane do brygady w 1790 roku. W czerwcu 1790 liczyła 1756 „głów” i 1739 koni.
Wiosną 1792 roku, w przededniu wojny z Rosją uzyskała swój najwyższy rozwój organizacyjny i liczyła etatowo 1818 ludzi, a faktycznie 1750.  W marcu 1792 8 jej chorągwi stacjonowało na Wołyniu, a 4 na Mazowszu.
Brygada w 1792 liczyła 1750 „głów” i 1750 koni. W 1794 roku w marcu liczyła 1241 „głów” i 1127 koni, w maju 1118 „głów” i 1004 koni a we wrześniu 1003 „głów” i 878 koni.
W okresie powstania kościuszkowskiego posiadała na uzbrojeniu 825 karabinów, 328 pistoletów, 998 szabel i 129 pik.

## Walki i potyczki
Brygada wzięła udział w kampanii litewskiej w wojnie 1792 roku.
Żołnierze brygady walczyli pod Grannem (24 lipca 1792), Kozubowem (25 marca 1794), Opatowem (29 marca 1792), Racławicami (4 kwietnia 1794) i Szczekocinami (6 czerwca 1794), a także w obronie Warszawy, w działaniach zbrojnych pod Sielcem (17 września 1794), Rzewniem (18 września 1794), Kadniewkiem, Gzowem i Strzyżem (20 i 24 września 1794).

## Stanowiska
- Krasnystaw do Augustowa (1790)
- 8 chorągwi na Wołyniu (Połonne)
- 4 chorągwie w Mazowieckiem (marzec 1792)
- 2 szwadrony w Warszawie
- reszta w Solcu i okolicach (październik 1793)[2]

## Żołnierze brygady
Do jesieni 1789 roku sztab brygad składały się z brygadiera, vicebrygadiera, kwatermistrza, audytora i adiutanta. Nowo uchwalony etat poszerzał sztab brygady o trzech majorów i adiutanta. Zgodnie z prawem ustanowionym 9 października 1789 roku brygadier, vicebrygadier i major  mieli być wybierani przez króla spośród przedstawionych mu przez Komisję Wojskową w połowie osób zgodnie ze starszeństwem i zdatnością ze służby czynnej i w połowie spośród rotmistrzów z kawalerii narodowej i rodaków wracających ze służby zagranicznej. Pozostałych oficerów sztabu fortragował brygadier.
Komendanci
- Jan Nepomucen Eryk Potocki (1789 – 9 VIII 1792)
- Adam Walewski (9 VIII 1792–)
- p.o. Jan Ludwik Manget[a]
- p.o. Piotr Jaźwiński[b]